# Spilotus quadripustulatus
Spilotus quadripustulatus là một loài bọ cánh cứng trong họ Melandryidae. Loài này được Melsheimer miêu tả khoa học năm 1846.